# 蔡嘉利
蔡嘉利（Carrie Choy Ka Lee，1965年6月6日—），藝名蔡嘉莉，前香港無綫電視（TVB）女藝人，1985年健美小姐競選观众热线大奖。加入無綫電視後不久便成為主要花旦之一，1986年力捧的「銀河七星」之一，共主演20多部劇集，其後淡出了電視圈及電影界同年而轉行。她的丈夫為熊欣欣。

## 電視劇（無綫電視）
- 1986 神剑魔刀 诸葛静
- 1986 黃金十年
- 1986 洪熙官 曾玉媛
- 1987 男儿本色 徐美丽
- 1987 猎鲨行动 袁丽红
- 1987 生命之旅 俞珊珊
- 1987 狂龍 翦格格
- 1988 衰鬼迫人 紀可愛
- 1988 太平天国 傅善祥
- 1989 铁血大旗门 冷青萍
- 1989 龙庭争霸 曲盈枝
- 1989 上海大风暴 关佩佩
- 1989 花月佳期 酒店服务员
- 1989 末代天师 罗美娥
- 1990 剑魔独孤求败 柳傲雪
- 1990 零点出击 蒙亮君
- 1991 灰网 殷美玲
- 1992 闔府搶錢 高孖寶
- 1992 火玫瑰 范一珠
- 1992 极度空灵 Carrie
- 1993 老衬喜相逢 王群娣
- 1993 金蛇郎君 风飞雪
- 1994 金毛狮王 素青

## 電視劇（香港電台）
- 獅子山下之九七回歸同學會

## 電影
- 雙鐲 (1991)
- 潛龍奪寶 (2000)

## 外部連結
蔡嘉利的香港影庫 （页面存档备份，存于）